# Alekszej Jurjevics German
Alekszej Jurjevics German (Leningrád, 1938. július 20. – 2013. február 21.)  orosz filmrendező, forgatókönyvíró, színész, producer.

## Élete
Leningrádban végezte el 1960-ban a színművészeti főiskolát, Grigorij Kozincev tanítványa volt, majd Szmolenszkben kezdett dolgozni színházi rendezőként. 1964-től a Lenfilm, a leningrádi filmstúdió munkatársa, egykor vezetője volt haláláig.
Nemzetközi elismertséget a sztálinista múlt feltárójaként szerzett. Éppen ezért többször elbocsátották a Lenfilmtől, a hatalom el akarta hallgattatni, filmjeit évekig nem mutatták be.
Az Ellenőrzés az utakon című filmet 15, a Barátom, Ivan Lapsint három évig, a Húsz nap háború nélkül című film tizenegy évig várta a bemutatót.
A nyolcvanas években a maffia megrendelésére megverték, ekkor derült ki, hogy súlyos beteg.
2010-től kezdve ő volt a Szentpétervári Nemzetközi Mozifilm Fórum elnöke.

## Munkássága
Első önállóan rendezett filmje az apja, Jurij German írásán alapuló 1971-es Ellenőrzés az utakon volt, amely 1942 telén, a nácik által megszállt Oroszországban játszódik, és egy partizáncsoportról szól, amelynek el kell térítenie egy muníciót szállító vonatot. A filmet a Szovjetunióban betiltották, és csak tizenöt évvel később mutatták be.
Ezt követte az 1977-es Húsz nap háború nélkül, amely a második világháború fordulópontját jelentő sztálingrádi csata idején játszódik, de nem a háborús eseményeket mutatja be, hanem egy szabadságra menő katona történetét. Ezt a filmet kivételesen az elkészülte után rögtön bemutatták a rendező hazájában.
Az 1984-es, szintén apja regényén alapuló Barátom, Ivan Lapsin az 1930-as években játszódik, és lazán összefűzött epizódokból áll, amelyekből kibontakoznak egy kisváros besúgást, kegyetlenkedéseket, prostitúciót is felvonultató mindennapjai. A kritikusok 1987-ben minden idők legjobb szovjet filmjei sorába válogatták.
Utolsó befejezett filmje, az 1998-as Hrusztaljov, a kocsimat! a sztálini rendszer végnapjait bemutató alkotás, mely egy ötvenes évekbeli zsidó orvossal szembeni koncepciós pert dolgoz fel. German itt stílust váltott: hallucinációszerűen, rémálomra emlékeztető módon meséli el az önéletrajzi elemekkel átszőtt történetet. A rendező  a filmbe a peresztrojka után kezdett bele. Hét évig dolgozott rajta, s amíg készült, már legendává vált, de 1998-ban Cannes-ban nem kapott díjat.

## Értékelése
Egy San Franciscóban megjelenő orosz nyelvű lap, a Csajka hasábjain 2011-ben közölt cikk szerzője Alekszej Germant „ismeretlen klasszikusnak" nevezte, akit lehetett szeretni és bírálni, de abban senki sem kételkedett, hogy már életében klasszikussá vált. Egy magyar kritikus az orosz Tarr Bélának nevezte. Tarkovszkij is nagyra tartotta German munkásságát, a nagyközönség azonban alig ismerte a sztálinista rendszert bíráló alkotásait. Valamennyi alkotása a társadalom morális állapotát tárta fel, realista drámaisággal.

## Filmjei
- Nehéz istennek lenni (2013)
- Hrusztaljov, a kocsimat! (1998)
- Barátom, Ivan Lapsin (1982)
- Húsz nap háború nélkül (1976)
- Ellenőrzés az utakon (1971/1985)

## Díjak
- Cannes-i fesztivál, 1998 – Arany Pálma jelölés (Hrusztaljov, a kocsimat!)
- Nyika-díj, 2008 – Életmű díj